# John McGiver
John McGiver (născut John Irwin McGiver la 5 noiembrie 1913 – d. 9 septembrie 1975) a fost un actor american de film și TV.